# Turbomeca Aubisque
Le Turbomeca Aubisque était une petite turbosoufflante à engrenages, conçue et produite par le constructeur français Turbomeca dans les années 1960. Sa seule utilisation fut la propulsion de l'avion d'entraînement militaire Saab 105, sous la désignation de RM9. 
Le moteur reçut son nom d'après le col d'Aubisque, dans la chaîne des Pyrénées, suivant la tradition de la compagnie.

## Historique
Le Saab 105 était à l'origine prévu pour être équipé du Marboré, mais quand Saab demanda plus de poussée que ce moteur ne pouvait en fournir, Turbomeca proposa alors le turboréacteur à double flux Aubisque. Essentiellement une version à soufflante carénée du turbopropulseur Turbomeca Bastan, l’Aubisque entra en production pour le Saab 105, à raison de 300 exemplaires, qui restèrent en service pendant 30 ans, jusqu'à leur remplacement au milieu des années 1990 par un autre turboréacteur, le Williams FJ44, qui équipa les Saab 105 restants de la force aérienne suédoise.

## Applications
- Saab 105